# Macedonia Township (comté de Pottawattamie, Iowa)
Macedonia Township est un township du comté de Pottawattamie en Iowa, aux États-Unis,.
Le township est fondé en 1857.

## Source de la traduction
- (en) Cet article est partiellement ou en totalité issu de l’article de Wikipédia en anglais intitulé « Macedonia Township, Pottawattamie County, Iowa » (voir la liste des auteurs).